# Linha Japeri

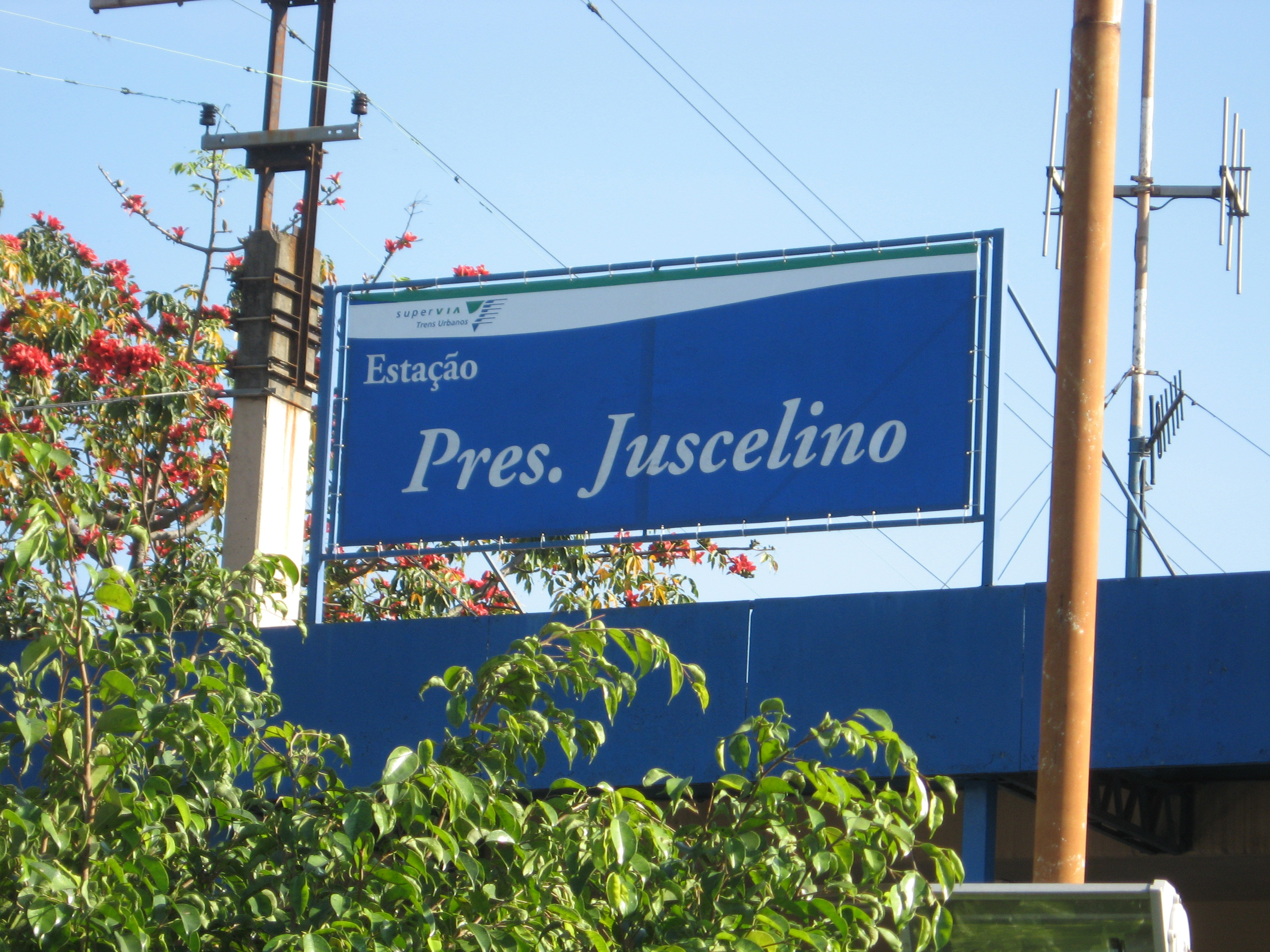
Estação de Pres. Juscelino, pertencente ao ramal Central-Japeri

Linha Japeri: Central do Brasil ↔ Japeri  é uma das linhas de trens metropolitanos da Supervia. É a mais extensa das linhas em operação no Grande Rio, fazendo um percurso de mais de 60 quilômetros entre a Central do Brasil, no centro da capital, e o centro de Japeri, o penúltimo município da Baixada Fluminense no eixo Paracambi.

## Histórico
Operada pela Supervia, começa na Estação Central do Brasil e termina na Estação Japeri, onde é possível fazer transferência gratuita para embarque nos trens da Linha Paracambi.
Em função da vantagem comparativa em termos de tarifa, é a linha com a maior demanda atual, especialmente nas ligações da Baixada Fluminense com a Zona Norte, a Zona Oeste e o Centro da Cidade do Rio de Janeiro. É enorme a demanda entre as 5 primeiras estações desta linha e a Estação Central do Brasil, representando uma significativa porção de viagens do total do sistema. Da mesma maneira que são os trechos onde as passagens de ônibus com destino ao Centro do Rio de Janeiro são mais que o dobro da tarifa dos trens, são as áreas com menor IDH de todo o estado do Rio de Janeiro, segundo dados da Fundação CIDE.
Nos dias de semana, todos os trens da linha Japeri circulam entre a gare Central do Brasil e a estação Deodoro como expressos. Existem partidas diárias extras da gare Central do Brasil para a estação Nova Iguaçu, no horário de pico, de forma a oferecer maior conforto em horários críticos, além de uma partida diária da estação Queimados para a gare Central do Brasil.
O intervalo médio no horário de pico na linha Japeri é de 6 a 18 minutos.
O trajeto é o mais longo de todas as linhas de trem da SuperVia e também o que possui o maior tempo em aceleração contínua dos trens entre as estações de Engenheiro Pedreira e Japeri que somam mais de 5/7 minutos de 
aceleração, e atingem velocidades acima dos 80 km/h.
A linha Dom Pedro II-Japeri é o trecho inicial da Linha do Centro da antiga Estrada de Ferro Central do Brasil, o trecho da linha a partir de Japeri (até Monte Azul, em Minas Gerais) é atualmente operado apenas por trens de carga.

## Estações
| Trigrama | Estação                       | Comentários | Bairro                            | Município      |
| -------- | ----------------------------- | --- | --------------------------------- | -------------- |
| CBL      | Central do Brasil             | Integração gratuita com as linhas Santa Cruz, Belford Roxo e Saracuruna da SuperVia e integração paga com as linhas 1 e 2 do Metrô e integração paga com as linhas 2 e 3 do VLT. | Centro                            | Rio de Janeiro |
| SCO      | São Cristóvão                 | Integração gratuita com as linhas Santa Cruz, Belford Roxo e Saracuruna da SuperVia e integração paga com a linha 2 do Metrô. | São Cristóvão                     | Rio de Janeiro |
| MNA      | Maracanã                      | Integração gratuita com as linhas Santa Cruz, Belford Roxo e Saracuruna da SuperVia e integração paga com a linha 2 do Metrô. | Entre Mangueira e Maracanã        | Rio de Janeiro |
| SFE      | Silva Freire                  | Só funciona nos dias úteis, das 10 às 15h. | Entre Lins de Vasconcelos e Méier | Rio de Janeiro |
| EDO      | Olímpica de Engenho de Dentro | Integração gratuita com a linha Santa Cruz da SuperVia. Estação ao lado do Estádio Nilton Santos | Engenho de Dentro                 | Rio de Janeiro |
| MRA      | Madureira                     | Integração gratuita com a linha Santa Cruz da SuperVia e integração paga com BRT TransCarioca e com ônibus urbano para Vila Isabel / Tijuca (638). | Madureira                         | Rio de Janeiro |
| DDO      | Deodoro                       | Integração gratuita com a linha Santa Cruz da SuperVia e futura integração paga com BRT TransOlímpica e BRT TransBrasil. Antiga estação Sapopemba. | Deodoro                           | Rio de Janeiro |
| RIC      | Ricardo de Albuquerque        | | Ricardo de Albuquerque            | Rio de Janeiro |
| ACT      | Anchieta                      | Antiga estação Nazaré. | Anchieta                          | Rio de Janeiro |
| OLI      | Olinda                        | | Olinda                            | Nilópolis      |
| NLS      | Nilópolis                     | | Centro                            | Nilópolis      |
| EPS      | Édson Passos                  | Antiga estação do Boi. | Entre Édson Passos e Cosmorama    | Mesquita       |
| MES      | Mesquita                      | | Centro                            | Mesquita       |
| JUS      | Presidente Juscelino          | | Juscelino                         | Mesquita       |
| NIU      | Nova Iguaçu                   | Linha especial Central ↔ Nova Iguaçu. Antiga estação Maxambomba. | Centro                            | Nova Iguaçu    |
| —        | Luz                           | Em projeto. | Bairro da Luz                     | Nova Iguaçu    |
| CSS      | Comendador Soares             | Antiga estação Morro Agudo. | Comendador Soares                 | Nova Iguaçu    |
| AUS      | Austin                        | | Austin                            | Nova Iguaçu    |
| QMO      | Queimados                     | | Centro                            | Queimados      |
| EPA      | Engenheiro Pedreira           | Antiga estação Caramujos. Estação mais próxima da Prefeitura e do Complexo Penitenciário de Japeri. | Engenheiro Pedreira               | Japeri         |
| JRI      | Japeri                        | Integração gratuita com a linha Paracambi da SuperVia. Antiga estação Belém. Antiga integração com a linha Barrinha da CBTU e com a a Linha Auxiliar da EFCB. Integração com ônibus urbanos da Linave (com passagens pagas diretamente nos veículos) e rodoviários da Útil para Miguel Pereira e Paty do Alferes. | Centro                            | Japeri         |

Observações
- Dias Úteis: Expresso no trecho entre Central do Brasil e Deodoro (no trecho entre Deodoro e Japeri é parador).
- Sábados, domingos e feriados: Parador (no trecho entre Central do Brasil e Japeri).
- Entre as estações Nova Iguaçu e Japeri, a paisagem é muito propícia para fotos. No trecho entre Engenheiro Pedreira e Japeri, recomenda-se ficar no lado esquerdo do trem (considerando o sentido Central x Japeri) para obter melhores fotos do rio Guandu (que fica muito próximo da ferrovia nas proximidades da estação Japeri).
- Boa parte dos produtos (em especial, alimentos e produtos de higiene nacionais) vendida nos trens dessa linha é fruto de roubo de cargas.

## Mais
- A Eletrificação nas Ferrovias Brasileiras
- Informações sobre cada estação da Estrada de Ferro Central do Brasil, Leopoldina e outras do Brasil
- A história do trem no Rio de Janeiro
- Secretária de transportes do Rio de Janeiro
- História do trem na perspectiva de um passageiro de trem, que narra esta história, o cotidiano dos passageiros, fala do serviço da Supervia, etc...
- Catálogo do trem ROTEM[ligação inativa]